# Rengea
Rengea is een geslacht van tweekleppigen uit de  familie van de Cuspidariidae.

## Soorten
- Rengea caduca (E. A. Smith, 1894)
- Rengea murrayi (E. A. Smith, 1885)